# Big Creek (Misisipi)
Big Creek es una villa del Condado de Calhoun, Misisipi, Estados Unidos. Según el censo de 2000 tenía una población de 127 habitantes y una densidad de población de 43.0 hab/km².

## Demografía
Según el censo de 2000, había 127 personas, 58 hogares y 33 familias residiendo en la localidad. La densidad de población era de 43,0 hab./km². Había 69 viviendas con una densidad media de 23,4 viviendas/km². El 92,13% de los habitantes eran blancos, el 6,30% afroamericanos y el 1,57% pertenecía a dos o más razas.
Según el censo, de los 58 hogares en el 20,7% había menores de 18 años, el 51,7% pertenecía a parejas casadas, el 5,2% tenía a una mujer como cabeza de familia y el 41,4% no eran familias. El 36,2% de los hogares estaba compuesto por un único individuo y el 19,0% pertenecía a alguien mayor de 65 años viviendo solo. El tamaño promedio de los hogares era de 2,19 personas y el de las familias de 2,79.
La población estaba distribuida en un 16,5% de habitantes menores de 18 años, un 12,6% entre 18 y 24 años, un 26,0% de 25 a 44, un 28,3% de 45 a 64 y un 16,5% de 65 años o mayores. La media de edad era 42 años. Por cada 100 mujeres había 86,8 hombres. Por cada 100 mujeres de 18 años o más, había 96,3 hombres.
Los ingresos medios por hogar en la localidad eran de 29.583 dólares ($) y los ingresos medios por familia eran 31.875 $. Los hombres tenían unos ingresos medios de 30.625 $ frente a los 21.250 $ para las mujeres. La renta per cápita para la ciudad era de 12.745 $. El 20,7% de la población y el 15,4% de las familias estaban por debajo del umbral de pobreza. El 38,1% de los menores de 18 años y el 20,0% de los habitantes de 65 años o más vivían por debajo del umbral de pobreza.

## Geografía
Según la Oficina del Censo de los Estados Unidos, la localidad tiene un área total de 3,0 km², todos ellos correspondientes a tierra firme.